# トーイ・ライド
『トーイ・ライド』（Toy Ride）は、ポップグループ、トーイ・ボックスの2枚目のアルバム。「Superstar」「www.girl」などを含む。2001年7月リリース。日本未発売。

## 収録曲
1. Superstar (2:59)
2. Russian Lullaby (3:17)
3. www.girl (3:26)
4. 007" (3:20)
5. Cowboy Joe (3:05)
6. Dumm-Diggy-Dumm (3:09)
7. Wizard of Oz (3:20)
8. Divided (3:31)
9. Prince of Arabia (3:37)
10. S.O.S. (2:45)
11. No Sleep (3:44)
12. Finally (3:06)